# Sangala tomisa
Sangala tomisa är en fjärilsart som beskrevs av Druce 1885. Sangala tomisa ingår i släktet Sangala och familjen mätare. Inga underarter finns listade.